# Baía de Antonina
Baía de Antonina är en vik i Brasilien.   Den ligger i delstaten Paraná, i den södra delen av landet, 1 100 km söder om huvudstaden Brasília.
I omgivningarna runt Baía de Antonina växer i huvudsak städsegrön lövskog. Runt Baía de Antonina är det ganska glesbefolkat, med 43 invånare per kvadratkilometer.